# Lakha Lama
T.D. (Thupten Dorjee) Lakha Lama (1942 – ) er født i Tibet, hvor han som 5-årig blev indsat som den reinkarnerede lama af Batang, en menighed på 100.000 mennesker. 
1949 flygtede Lakha Lama fra de fremrykkende kinesere til Tibets hovedstad Lhasa, hvor han de næste 10 år studerede ved det store Drepung klosteruniversitet under samme lærermester som Hans Hellighed Dalai Lama: abbed Pema Gyaltsen Rinpoche.
I 1959 måtte han igen flygte fra kineserne, denne gang til Indien. Og i fem år sad han i parlamentet under Den Tibetanske Eksilregering i Dharamsala under H.H. Dalai Lama, indtil han i 1976 kom til Danmark.
Lakha Lama er engageret i forskellige kulturelle og humanitære projekter, fx som bestyrelsesformand for den humanitære hjælpeorganisation Tibet Charity og han er spirituelt overhoved for Phendeling Center for Tibetansk Buddhisme.
Gift med Pia Kryger Lakha, har to børn og to børnebørn og lever et travlt liv som lama, underviser, fundraiser.

## Eksterne links
- Lakha Lama Arkiveret 7. oktober 2016 hos  Wayback Machine
- Tibet Charity